# Phantom Crash
Phantom Crash (ファントムクラッシュ?, Fantomu Kurasshu) è un videogioco del 2002 sviluppato da Genki per Xbox. Il gioco ha ricevuto nel 2005 un seguito per PlayStation 2 dal titolo S.L.A.I.: Steel Lancer Arena International, distribuito da Konami.